# Calvaire de la Croix-Rouge
Pour les articles homonymes, voir Calvaire de la Croix.
Le Calvaire de la Croix rouge de Pont-Melvez, une commune du département des Côtes-d'Armor dans la région Bretagne en France, est un calvaire en granit datant du XVIe siècle. Il est inscrit monument historique depuis le 11 février 1964. 

## Références

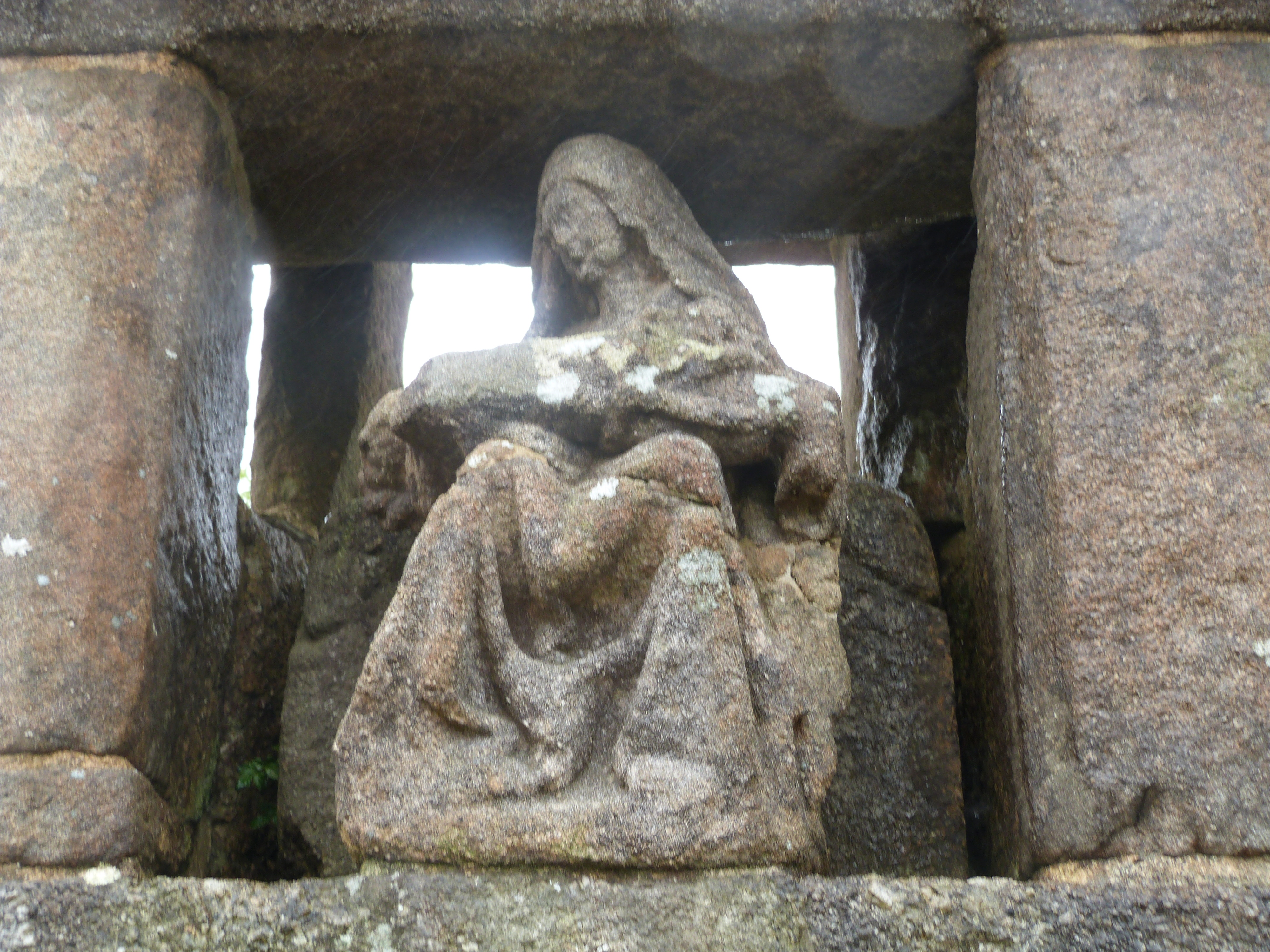
Pietà